# Боемунд I (князь Антіохії)
Боемунд I (*Boemondo I, бл. 1054 — 7 березня 1111) — нормано-італійський феодал, учасник Першого хрестового походу, засновник князівства Антіохія.

## Біографія

### Походи в Італії та Балканах
Походив з нормандського роду Отвілів. Син Роберта Гвіскара, герцога Апулії та Калабрії. Замолоду брав участь у війні проти Візантії у 1080—1085 роках. Під час цієї кампанії у 1082—1084 роках очолював нормандські війська за відсутності батька. 1082 року Боемунд переміг у битвах біля Яніні та Арти, зайняв Охрид, спустошив Фессалію, дійшовши до Лариси. У 1084 році повернувся до Італії, передавши керування Роберту Гіскару, який зазнав поразки від імператора Олексія I.
У 1085 році після смерті батька успадкував нормандські володіння на Балканському півострові зі столицею у Дуррахії. Втім вирішив боротися за володіння у Південній Італії. Тому втік до князя Капуї Жордана I, від якого отримав підтримку для боротьби зі своїми братами. Зумів захопити в Апулії міста Отранто, Тарент та Орію. У 1086 році втратив ці міста, але вже 1087 року переміг у битві при Фрагнето й знову захопив Тарент. Зрештою за допомогою папи Урбана II укладено мир, згідно якого Боемунд отримав у володіння новостворене Тарантське князівство на півострові Салентина, натомість відмовився від прав на решту Герцогства Апулії і Калабрії.

### Перший хрестовий похід
Після цього облаштовував своє володіння. У 1096 році допоміг Рожеру I, графу Сицилії, придушити повстання в Амальфі. Того ж року вирішив приєднатися до учасників Першого хрестового походу. На чолі значного загону (разом із іншими феодалами Ричардом Салернським, Ранульфом та Германом Канійськими, Робертом Сурдевальським, Робертом Гозьким, Готфрідом де Монтегю) рушив через Епір, Фессалію до Константинополя. Того ж року визнав васальну залежність від візантійського імператора Олексія I за майбутні захоплені землі у Палестині.
Після цього приєднався до основних сил хрестоносців, брав участь в облозі Нікеї. Згодом очолив окремий загін. У битві при Дорілеї потрапив у засідку до армії сельджуків, але його врятував Готфрід Буйонський. Втім й в подальшому намагався діяти самостійно. Поки Балдуїн Булонський і Танкред Тарентський перебували в Кілікії та Месопотамії, де Балдуїн заснував Едеське графство, решта хрестоносців продовжували наступ на південь і 21 жовтня 1097 року під проводом Боемунда взяли в облогу Антіохію. Місто, товсті стіни якого були надійно укріплені чотирма сотнями веж, виявилось справді неприступним, і облога тривала всю зиму 1098 року. Потім до таборів хрестоносців прийшли хвороби та голод. Становище християн було настільки відчайдушним, що за свідченням очевидців-хроністів, вони були змушені пустити на м'ясо власних коней. Існують записи про те, що іноді справа доходила до канібалізму, й голодні воїни поїдали тіла своїх померлих товаришів.
Зрештою Боемунд знайшов вихід. Він підмовив воїна з гарнізону Антіохії, колишнього християнина на ім'я Фіруз відчинити міську браму, й 3 червня 1098 року, за вісім місяців після початку облоги, хрестоносці увійшли до Антіохії. Кілька днів у місті тривала кривава бійня, а за чотири дні до стін Антіохії прибула мусульманська армія під проводом мосульського атабека Кербогі та в свою чергу взяла в облогу місто. Імператор Візантії Олексій Комнін збирався спочатку надати хрестоносцям допомогу, проте, почувши, ніби мусульмани відбили місто, розвернув війська назад.
Атаку мусульман удалось відбити тільки завдяки диву. Після того, як за пророцтвом марсельського ченця П'єра Бартелемі у церкві Святого Петра було знайдено спис, яким нібито було проколото ребро розіп'ятого Ісуса, хрестоносців, виснажених багатьма місяцями безрезультатної облоги, охопило таке завзяття, що їм удалось 28 червня змусити Кербогу тікати й перебити значну частину його армії. Далі почались суперечки про те, кому дістанеться право керувати містом, і зрештою князем Антіохії став Боемунд.

### Князь Антіохії
Боемунд I відмовився продовжувати похід та надати допомогу в захопленні Єрусалима. Натомість став використовувати великі скарби, захоплені в Антіохії, для посилення свого впливу в Сирії. Водночас відмовився передати Антіохію Візантії. У 1099 році вимушений був боротися проти імператора Олексія Комніна та його союзника Раймунда Тулузького. У 1100 році прийшов на допомогу вірменському князю Гавриїлу з м. Метілена, яке готувався атакувати тюркський володар Емір Газі I з династії Данішменідів. Але того ж року зазнав поразки від тюрків у битві при Мелітена. У полоні знаходився до 1103 року, заплативши 130 тис. динарів викупу. За час перебування у полоні князівством Антіохія керував небіж Боемунда — Танкред.
Того ж року намагався підкорити Алеппо, але невдало. У 1104 році атакував місто Харран, але зазнав поразки біля Ракки (інша назва — битва при Харрані) від військ сельджуків на чолі із Балаком. Водночас його було атаковано візантійцями. У 1104 році вирушив до Європи, аби отримати допомогу. Щоб обдурити візантійців, що чатували на нього, заліз у труну. На час відсутності державою керував Танкред Тарентський.
В Апулії став формувати нові загони для війни з Візантією. Для цього зустрівся з папою римським Пасхалієм II. У 1106 році оженився з донькою короля Франції Філіпа I. Повернувшись із новими силами на Схід, Боемунд 1107 року напав на Візантію, проте зазнав поразки та був змушений 1108 року укласти з Олексієм Комніном принизливу Девольську угоду, відповідно до якої він визнавав себе васалом Візантії, а після його смерті князівство мало відійти до останньої. 1110 року Боемунд знову вирушив до Італії, залишивши керувати державою Танкреда, де й помер 1111 року у м. Каноса (неподалік Барі).

## Родина
1. Дружина — Констанца (бл. 1078—1125), донька Філіпа I, короля Франції
Діти:
- Боемунд II (1108—1130), князь Антіохії з 1111 до 1130 року
- Феліція Марія (д/н — після 1172), дружина венеційського дожа Вітале II Мікель